# Modern Guilt
Albums de Beck
The Information
(2006) Morning Phase
(2014)
Singles
1. Chemtrails
Sortie : 23 juin 2008
2. Gamma Ray
Sortie : 11 août 2008
3. Youthless
Sortie : 5 mai 2014

Modern Guilt est le onzième album studio du musicien américain Beck sorti en 2008 par DGC Records. Il contient deux contributions de Cat Power. Cet album est produit par Danger Mouse, producteur entre autres de Demon Days de Gorillaz et de The Grey Album. À sa sortie, Modern Guilt récolte des critiques généralement favorables.

## Accueil

### Accueil par la critique
L'album reçoit des critiques généralement positives à sa sortie et se mérite un classement de 77 sur 100 sur Metacritic. Filter note à propos de l'album que «Beck est d'une façon ou d'une autre plus conscient en soufflant ses vagues de poésie fragmentée, à l'opposé du débit rapide et décontracté qui lui est connu». AllMusic décrit plutôt Modern Guilt comme «un dosage efficace de paranoïa du 21e siècle». Certaines critiques négatives, comme celle de PopMatters, disent que l'album illustre un «manque des tonalités résonnantes uniques familières à Beck». The Guardian va jusqu'à considérer l'album comme un «projet de vanité».
En décembre 2010, Modern Guilt est nommé dans la catégorie du Meilleur album alternatif pour la 51e cérémonie des Grammy Awards, mais c'est In Rainbows par Radiohead qui remporte le trophée.

### Distinctions
| Publication   | Pays | Liste                          | Année | Rang |
| ------------- | ---- | ------------------------------ | ----- | ---- |
| Q             | UK   | 50 Meilleurs albums de l'année | 2008  | #23  |
| Rolling Stone | US   | 50 Meilleurs albums de l'année | 2008  | #8   |
| WERS Boston   | US   | 50 Meilleurs albums de l'année | 2008  | #6   |

## Titres
Tous les titres ont été composés par Beck, sauf Walls, composé par Beck, Danger Mouse, Paul Guiot et Paul Piot.
| No  | Titre                     | Durée |
| --- | ------------------------- | ----- |
| 1.  | Orphans (feat. Cat Power) | 3:15  |
| 2.  | Gamma Rays                | 2:57  |
| 3.  | Chemtrails                | 4:40  |
| 4.  | Modern Guilt              | 3:14  |
| 5.  | Youthless                 | 3:00  |
| 6.  | Walls (feat. Cat Power)   | 2:22  |
| 7.  | Replica                   | 3:25  |
| 8.  | Soul of A Man             | 2:36  |
| 9.  | Profanity Prayers         | 3:43  |
| 10. | Volcano                   | 4:26  |

| 11. | Vampire Voltage No. 6 | 2:20 |
| 12. | Bonfire Blondes       | 2:26 |
| 13. | Half & Half           | 3:21 |
| 14. | Necessary Evil        | 3:35 |
| 15. | Gamma Ray (vidéo)     | 2:54 |
| 16. | Youthless (vidéo)     | 2:51 |
| 17. | Modern Guilt (vidéo)  | 3:14 |
| 18. | Replica (vidéo)       | 3:24 |

## Personnel
- Beck – voix, guitare (titres 1, 2, 4, 5, 7-10), basse (titres 4, 7-10), piano électrique (titres 2, 7, 8), flûte (titre 1), percussions (titre 1), slide guitar (titre 9), marimba (titre 7), tambourine (titre 8), production
- Danger Mouse – beats (titres 1, 2, 4, 5, 6, 7, 9, 10), synth bass (titres 2, 6, 7), synthétiseur (titre 6), programmation (titre 6), sons (titre 8), production
- Jason Falkner – basse (titres 1 et 3), guitare (titre 3)
- Brian LeBarton – synthétiseur (titres 1 et 5)
- Chan Marshall – voix (titres 1 et 6)
- Greg Kurstin – piano (titres 3, 4, 7), orgue (titre 3), synthétiseur (titre 5)
- Joey Waronker – batterie (titre 3)
- Matt Mahaffey – basse (titre 5)
- Larry Corbett – violoncelle (titre 8)
- Drew Brown – beat (titre 8)
- David Campbell – arrangement des cordes, direction d'orchestre (titres 3, 4, 7, 10)

## Performance commerciale
L'album est entré dans le Billboard 200 et dans le Canadian Albums Charts au 4e rang, tout en donnant à Beck son premier Top 10 au Royaume-Uni en atteignant le 9e rang du UK Albums Chart. L'album est également le deuxième meilleur de Beck (derrière son douzième album studio Morning Phase) dans les chartes australiennes, culminant au 13e rang. Aux États-Unis et au Canada, l'album se vend à 84 000 et 6 000 copies, respectivement, dans la première semaine,.
Modern Guilt reçoit une certification Argent de la part de l'Independent Music Companies Association, soulignant la vente d'au moins 30 000 copies en Europe.

## Historique de sortie
| Région      | Date           | Label | Format                 | Catalogue   | Réf    |
| ----------- | -------------- | ----- | ---------------------- | ----------- | ------ |
| Monde       | 8 juillet 2008 | DGC   | Téléchargement digital | —           | [ 27 ] |
| Argentine   | 8 juillet 2008 | DGC   | CD                     | 1775441     | [ 27 ] |
| Australie   | 8 juillet 2008 | DGC   | CD                     | 1775441     | [ 27 ] |
| Canada      | 8 juillet 2008 | DGC   | CD                     | B001150702  | [ 27 ] |
| États-Unis  | 8 juillet 2008 | DGC   | CD                     | B0011507-02 | [ 27 ] |
| États-Unis  | 8 juillet 2008 | DGC   | LP                     | B0011630-01 | [ 27 ] |
| Royaume-Uni | 8 juillet 2008 | DGC   | CD                     | B001150702  | [ 27 ] |
| Royaume-Uni | 8 juillet 2008 | XL    | CD                     | XLCD369     | [ 27 ] |
| Royaume-Uni | 8 juillet 2008 | XL    | LP                     | XLLP 369    | [ 27 ] |
| Europe      | 8 juillet 2008 | XL    | LP                     | XLLP 369    | [ 27 ] |
| CD          | 8 juillet 2008 | XL    | XLCD369                |             | [ 27 ] |